# Безверхний, Лев Моисеевич
Лев Моисеевич Безверхний (1908—1963) — советский архитектор, автор проектов жилых и общественных зданий.

## Биография
Родился в семье Моисея Яковлевича Безверхнего (1879—1941) и Инды Хаимовны Безверхней (1885—1959).
Работал в проектных организациях Наркомтяжпрома. В 1936 г. принял участие в конкурсе на лучший проект здания Наркомтяжпрома в Зарядье. По его проекту после войны восстанавливался Александровский дворец. По проекту Л. М. Безверхнего и А. Н. Ротинова построены два угловых полуциркульных дома у Октябрьского бульвара в 1952—1958 гг.
Л. М. Безверхний также участвовал в реставрации фасадов и интерьеров Исакиевского собора в 1950—1960-х гг. Вместе с ним работали архитекторы В. М. Савков и С. Н. Давыдов, художник Я. А. Казаков. Л. М. Безверхний работал по Индивидуальным проектам 3-этажных домов 1941—1957 гг. вместе с архитекторами Л. Н. Ротиновым, Г. Л. Гольдом и Е. В. Крисковичем.
По проекту Л. М. Безверхнего был возведён Исторический комплекс Агрофизического института, состоящий из двух корпусов — лаборатории светофизиологии с оранжереей (1956) и главного здания (1958).
Похоронен на Преображенском еврейском кладбище.